# Legrane
Legrane este o comună din departamentul Kiffa, Regiunea Assaba, Mauritania, cu o populație de 11.867 locuitori.